# Ron DeSantis
Ron DeSantis   (Jacksonville, 14 de setembre de 1978) és un polític i advocat americà, 46è governador de Florida des del 2019.
És membre del Partit Republicà i va representar al 6è districte congressual de Florida en la Cambra de Representants dels Estats Units (del 2013 al 2018). Des del 2019 és governador de Florida i l'any 2022 va ser reelegit per al mateix càrrec.
El 2023 es va proposar com a candidat a la presidència, i als caucus d'Iowa del 15 de gener, Donald Trump va aconseguir una victòria contundent, amb Ron DeSantis superant per poc Nikki Haley pel segon lloc i Vivek Ramaswamy en un llunyà quart. Després dels caucus d'Iowa, Ramaswamy i DeSantis van abandonar la carrera i van donar suport a Trump, que després de les aclaparadores victòries el superdimarts va quedar com a únic candidat.